# PAOK de Salónica F. C.
PAOK de Salónica es la transliteración latinizada de la sección profesional de fútbol del Panthessaloníkeios Athlitikós Ómilos Konstantinoupolitón (en griego, Πανθεσσαλονίκειος Αθλητικός Όμιλος Κωνσταντινοπυολιτών; traducido literalmente como Club Atlético Pantesalónico de Constantinopolitanos), entidad polideportiva situada en la ciudad de Salónica/Tesalónica, Grecia. Al igual que todos los clubes profesionales deportivos del país, debe anteponer a su denominación la referencia a su actividad deportiva y fiscal con las siglas Π. Α. Ε. (en griego, Ποδοσφαιρικές Ανώνυμη Εταιρεία; transliterado Podosfairikés Anónymi Etaireía; traducido literalmente como Sociedad Anónima de Fútbol) si bien la claras y diversas referencias del club permiten que no sea necesaria su acepción de Π. Α. Ε. PAOK, o literalizado en su conjunto como Sociedad Anónima de Fútbol PAOK, en la denominación popular, si bien sí utiliza una similar y traducida a efectos legales y para diferenciarla de la entidad general, PAOK Football Club, bajo su razón social. (En adelante se referirá únicamente a sus transliteraciones).
Denominado PAOK F. C., o más reconocible bajo sus formas transliteradas simples de PAOK de Salónica/Tesalónica o simplemente PAOK, fue fundado el 20 de abril de 1926 como una sección dentro de la una entidad polideportiva. Nombre dado por sus fundadores, ciudadanos de origen griego expulsados de Turquía a principios de los años 1920 procedentes de la antigua ciudad de Constantinopla, hoy Estambul.
Junto a Panathinaïkós y Olympiakós pertenece a la terna de únicos equipos que nunca han descendido de la máxima categoría. Es por dicha trayectoria y títulos uno de los principales equipos de fútbol del país, y uno de sus principales formadores de futbolistas. Ha participado en todas las ediciones del campeonato de Categoría Nacional "A" desde su creación en 1927 y ha conquistado las de los años 1976, 1985, 2019 y 2024 —desde 2006 conocido como Σούπερ Λίγκα (Super Liga; Superliga). También posee ocho copas griegas (1972, 1974, 2001, 2003, 2017, 2018, 2019 y 2021) y logró el doblete en la temporada 2018-19. Además ha logrado varios éxitos y memorables victorias en competiciones europeas.
Disputa sus encuentros como local en el Gípedo Toúmpas (o Stádio PAOK) y conocido como «el abismo negro» debido a los colores del equipo y la atmósfera hostil que prepara su apasionada afición en Tumba (su traducción, «túmulo»), y uno de los motivos por los que el equipo es internacionalmente reconocido.
Es también notable su rivalidad con el Athlitikós Sýllogos Áris (o Aris de Salónica), su rival local en el «derbi de Tesalónica/Salónica», y su rivalidad con Olympiakos, que se describe como la rivalidad interurbana más intensa del país.

## Historia
El PAOK de Tesalónica F. C. es la sección más antigua del PAOK de Tesalónica, y también es la sucesión de Hermes Sports Club (en griego: Ερμής), que fue formado en 1877 por la comunidad griega de Pera, un distrito de Estambul.
Esa situación sin embargo, llegó a un abrupto final después de la guerra greco-turca, cuando la mayoría de los jugadores emigraron a Grecia. Lo que quedó de ello fue un club formado por los residentes que quedaron (más tarde llamado Politakia). Los que huyeron se establecieron en Tesalónica y dieron vida al PAOK. El primer nombre (1925) del nuevo equipo fue AEK Tesalónica (Constantinopolitanos de Tesalónica), pero después de un año PAOK fue refundado como un club más abierto y más grande. Los otros clubes que son continuidad de las Hermes son los Beyoğlu SK y el AEK Atenas F.C.. 
La primera carta del club fue aprobada el 20 de abril de 1926 por medio de la decisión del Tribunal de Primera Instancia de Tesalónica (N.º 822). El primer emblema del PAOK adoptado en 1926 era un trébol de cuatro hojas y una herradura. Las hojas eran verdes con las letras PAOK marcadas en cada una de ellas, un símbolo ideado por Kostas Koemtzopoulos (presidente de Pera Club). 
Miembros fundadores del club:

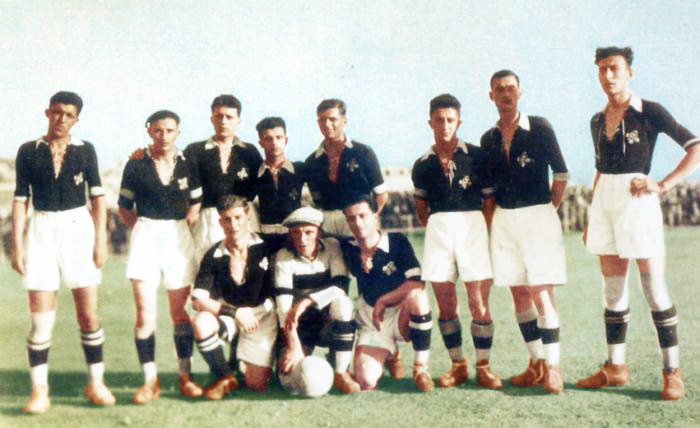
El equipo del PAOK en 1926

T. Triantafyllidis (primera Presidente), Hasan Köprülü (segundo presidente), A. Angelopoulos (tercera Presidente), A. Athanasiadis, K. Anagnostidis, M. Ventourellis, A. Dimitriadis, D. Dimitriadis, N. Zoumboulidis, M. Theodosiadis, T. Ioakimopoulos, P. Kalpaktsoglou, T. Kartsambekis, D. Koemtzopoulos, K. Koemtzopoulos, P. Kontopoulos, K. Kritikos, M. Konstantinidis, P. Maletskas, I. Nikolaidis, L. Papadopoulos, F. Gamospitos, F. Samantzopoulos, T. Tsoulkas, M. Tsoulkas y S. Triantafyllidis. 
Dos meses después de la fundación del club se decidió que el equipo debía competir contra los otros equipos en Tesalónica. El primer partido del club fue una victoria contra Iraklis FC el 26 de julio de 1925 por 2-1. Dos semanas más tarde, el PAOK perdió 5-2 frente al Aris de Tesalónica FC. 
La visión de los fundadores del club y de toda la comunidad del PAOK de establecer un nuevo hogar se convirtió en realidad en 1930. Ese año y después de mucho esfuerzo inauguraron el campo de fútbol Syntrivaniou el 12 de diciembre de 1930. Protagonizaron un partido amistoso contra el Aris de Tesalónica FC, el cual ganaron 2-1.

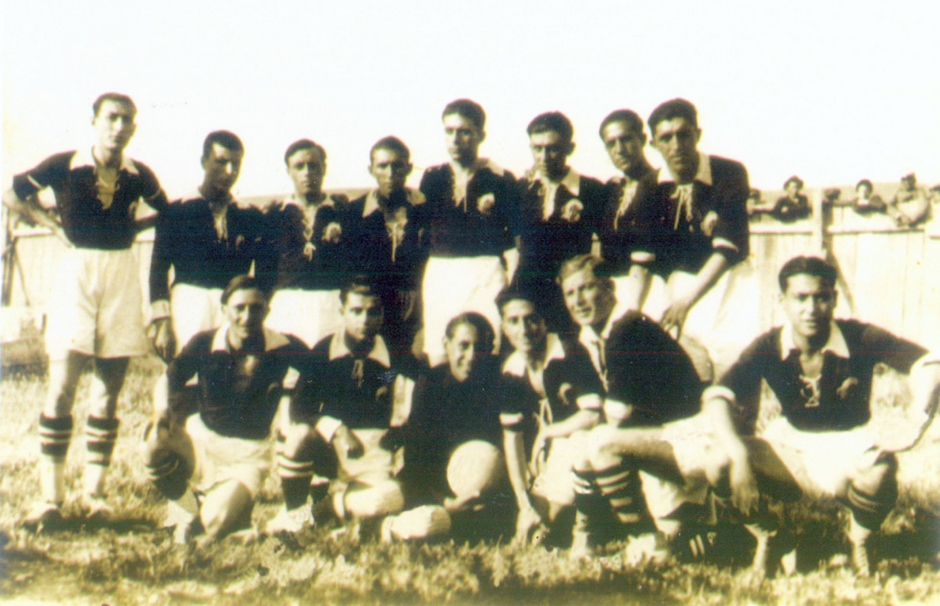
El equipo del PAOK en la temporada 1928-29

El primer contrato profesional del club fue un documento de importancia histórica. Fue firmado por el club el 5 de septiembre de 1928. El contrato estipulaba que el futbolista francés Raymond Etienne, de ascendencia hebrea proveniente del Peraclub, se le pagaría 4.000 dracmas al mes. El contrato fue firmado por el Dr. Meletiou (Presidente PAOK) y el Sr. Sakellaropoulos, el secretario honorario. 
Tras la fusión con el AEK de Tesalónica en 1929, el PAOK cambió su emblema. El nuevo emblema se convirtió en el águila bicéfala del Imperio Bizantino, que se mantiene hasta nuestros días, lo que indica la herencia de los emigrantes de Estambul. La diferencia entre el águila PAOK es que sus alas plegadas y los colores son blanco y negro, para simbolizar el negro de luto por la trágica historia de patrias perdidas, y por la esperanza de un futuro mejor.
El primer entrenador extranjero en la historia del equipo fue el alemán Rudolph Ganser, que dirigió al PAOK para la temporada 1931-1932.
Después de la Segunda Guerra Mundial y la ocupación alemana de Grecia, el equipo conocido como el Águila Bicéfala había entrado en un capítulo brillante en su carrera a partir de comienzos de la década de 1950. Willi Sevcik, entrenador de Austria (1950-1952) que había llevado jugado en el PAOK en 1931-1932, estableció una academia juvenil dentro del club conocido como los Chicos de Willi; que dio lugar a los principales nombres que más tarde dejaron su huella, como Leandros Symeonidis, Giannelos Margaritis, Giorgos Havanidis, y otros.

### 1936-1945: La primera discriminación
PAOK participó por primera vez en la liga griega el período 1935-1936. En 1937 PAOK ganó su primer título cuando se convirtió en ganador del Campeonato de Macedonia y participó en el campeonato nacional ganando el 3.º lugar. En 1940 ganó el campeonato de Macedonia - Tracia. En 1939 jugó contra el AEK Atenas FC en la final de la Copa de Grecia, precedido por el gol, pero Ioannidis finalmente anotó el gol con el que el AEK ganó 2-1. Ese mismo año jugó la final del Campeonato Panhelénico donde perdió en la doble final del AEK y ganó el 2.º lugar.
Durante la guerra greco-italiana de 1940-1941, PAOK perdió dos jugadores que murieron por su país en las montañas de Albania. Fue Nikos Sotiriadi, portero del club (el primer jugador del PAOK ungido competidor internacional en 1938 en un partido oficial con la selección de Grecia), y el defensiva George Vatika.

### 1946–1958: El reinado en Tesalónica
Después de la Segunda Guerra Mundial y la ocupación alemana a principios de los años 50 se empezó a escribir la edad de oro en las páginas de la historia del PAOK. Creó el famoso "el hijo aún no probó el Willy" el entrenador austríaco Wilhelm Svetsigk de la que surgió grandes nombres que hicieron historia (Simeonides, Giannelos Margaritis, Chavanidis etc.).
En 1948 PAOK ganó la liga de Macedonia y luego participó en la fase final del Campeonato Panhelénico que ocupó el tercer lugar. En 1950 surgió una vez más campeón de Macedonia. En 1951 participó por segunda vez en la final de la Copa de Grecia, pero perdió ante el Olympiakos.
En el verano de 1952 se dio la primera carrera nocturna en el campo de Sintrivaniou entre PAOK y Panionios FC, inaugurando los faros que se colocaron en el campo. Fue el segundo estadio en Grecia con iluminación después de que la avenida Alexandras lo hiciera.
El año 1953 marcó el inicio de una gran temporada para el PAOK. Durante la transferencia del verano al equipo llegaron jugadores como Kouiroukidis, Petrides, Progios, Geroudis, Kemanidis, Chassiotis y Angelidis. La adquisición de Lambi Kouiroukidi de Doxa Drama fue el gran paso para la administración del PAOK, como lo hicieron con Lefteris Papadakis y Christopher Gientzi creado el famoso trío ofensivo, y los tres años 1953 - 1956 fue la primera discriminación horaria del club.
Durante cuatro temporadas consecutivas (1954, 1955, 1956, 1957) PAOK ganó el campeonato de Macedonia participó en el campeonato nacional con Christopher Gientzi, el cual se convirtió en el máximo goleador en el período 1953-1954 y Lambi Kouiroukidi en el período 1955-1956. En 1955 PAOK luchaba por la copa por tercera vez pero perdió la final ante el Panathinaikos FC.

### 1959-1969: El Estadio de Tumba y Koudas
En 1959 se convirtió en el año más importante del PAOK en su historia, ya que tiene un nuevo estadio, el Estadio de Tumba. Ya en 1958 se había unido en la sección adolescente del club Giorgos Koudas, jugador que fue una de las figuras más destacadas del grupo. El movimiento en 1966 para los Juegos Olímpicos creó una de las mayores controversias del deporte griego, por lo tanto el atleta para permanecer durante dos años, excepto partidos oficiales y regresar al período PAOK donde, al final de la década, entró en las bases para la creación de un equipo muy fuerte. El club estuvo en las transacciones de importantes jugadores jóvenes griegos, empezando por el verano de 1968 por el juvenil Epanomis Stavros Sarafi, quien más tarde el máximo goleador en la historia de la Primera División Nacional con 136 goles. Al año siguiente se unieron jugadores al PAOK como Terzanidis, Paridis, Aslanidis y el gran grupo comenzó a ser creado.

### 1970-1974: Las primeras dos Copas de Grecia
Para Giorgos Koudas es significativo que casi todo el edificio de su sede en el PAOK Salónica, sus jugadores y aficionados. El PAOK fue el único club griego de los cinco más populares del país que se negó a integrar su plantilla con jugadores extranjeros "helenizados" y, además, se quejó del escándalo perdurable sobre la dictadura, apelando al Consejo de Estado.
Con todo lo construido por el PAOK logró golpear a las potencias futbolísticas tradicionales de Atenas y ganó dos Copas en 1972 y 1974 y un campeonato de liga en 1976, e incluso podría ganar más trofeos si las situaciones eran diferentes. Por otra parte a partir de 1970 hasta 1974 compitieron en cinco finales consecutivas de la copa griega. Lo esencial para conseguir éxitos ha sido la llegada del entrenador inglés Les Shannon en 1971.
En 1972 PAOK ganó la final de la Copa de Grecia 2-1 contra el Panathinaikos FC; y ganó el primer trofeo con Giorgos Koudas anotando los 2 goles. En 1973 ganó el segundo lugar en la liga griega quedando a solo 2 puntos de distancia del líder. Fue la mejor actuación del equipo desde la aprobación de la Primera Liga Nacional. En 1974 ganó por segunda vez la Copa cuando ganó 4-3 en los penaltis contra el Olympiakos FC. Paridis y Aslanidis marcaron los goles del tiempo reglamentario.
En 1974 PAOK se clasificó para la tercera ronda de la Recopa de Europa. Venció al Legia de Varsovia de Polonia y luego al Olympique de Lyon de Francia, que ganó 4-0 en el primer partido. Fueron eliminados por el AC Milan de Italia y un empate en la ida no fue suficiente para calificar.

### 1975-1978: El primer campeonato
Cuando Shannon dejó el equipo el 11 de octubre de 1974, más tarde se hizo cargo como entrenador del húngaro Gyula Laurent, y bajo su guía PAOK ganó su primer campeonato en 1976 con 21 victorias, 7 empates y solo dos derrotas, teniendo la mejor ataque y defensa (60-17 goles) basado en los que hicieron jugadores como Koudas, Guerini y Saraphis; este último fue el máximo goleador con Fourtoula, Gounaris, Iosifidi, Anastasiadis, Terzanidis a la cabeza.
El 16 de septiembre de 1975 bajo la dirección de Gyula Laurent el PAOK consiguió una gran victoria sobre el FC Barcelona de Johan Cruyff por 1-0 por la Copa de la UEFA. En 1978 el PAOK terminó en segundo en la liga Grecia dejando atrás a los equipos importantes de Atenas como Panathinaikos FC y Olympiakos FC.

### 1979-1985: La creación de PAE y segundo campeonato
El 18 de julio de 1979 nació la Fútbol Societe Anonyme (PAOK FC), con un capital inicial de la cuota de 37,1 millones de dracmas y primer presidente y principal accionista fue George Pantelaki. El gran curso de carreras continuó en los años 80, con algunos años sin éxito. Una vez más el equipo logró llegar a tres finales de la Copa de Grecia, pero se las arregló para ganar el trofeo.
En Europa, a pesar de los contratiempos, el PAOK logró tener algunas apariciones ante equipos prominentes. En 1982 eliminó al Eintracht Frankfurt de Alemania Oriental. Al año siguiente el PAOK en la Copa de la UEFA eliminó al FC Sochaux de Francia y aunque logró salir victorioso de un enfrentamiento con Sevilla FC no avanzó de ronda. En 1984 los jóvenes jugadores de PAOK habían confiado la suerte del equipo en el austriaco Walter Skotsik, que diseñó un conjunto bien entrenado. En la Copa de la UEFA después de dos partidos emocionantes ante el FC Bayern Múnich de Alemania Oriental se impuso por marcador de 9-8 en los penaltis para calificar. Ese mismo año ganó el PAOK su segundo título de liga en la temporada 1984/1985 segundos, y la primera como liga profesional con 19 victorias, 8 empates y 3 derrotas (54-26 goles).

### 1986-1995: Los episodios de dolor en el club
En 1989 el PAOK se enfrentó al SSC Napoli de Diego Armando Maradona en la Copa de la UEFA. En la ida en Italia PAOK ganó por 1-0, produciéndose incidentes graves en la vuelta que finalmente terminó en un empate 1-1. En la siguiente ronda fueron eliminados de nuevo por el Sevilla FC con un marcador global de 3-4.
Los años 90 vieron la salida de la presidencia del club de Thomas Voulinou con los aficionados organizados y dirigidos a principios de 1996 con el cambio de titularidad y situación administrativa. Bajo la dirección del técnico holandés Ari Haan en el período 1994 a 1995, el PAOK terminó tercero en el campeonato y quedó fuera de las competiciones europeas por descalificación, la cual había sido impuesta por la UEFA en 1992 por los incidentes en el partido contra el Paris Saint Germain FC de Francia.

### 1996-2006: Vuelta de los títulos
En 1996, Thomas Voulinos entregó las riendas del club a Giorgos Batatoudis. Numerosos traslados de jugadores conocidos como Percy Olivares, Zisis Vryzas, Spiros Marangos y Kostas Frantzeskos tuvieron lugar bajo la nueva administración. En 1997, después de cumplir su sanción de cinco años, el PAOK se clasificó para la Copa de la UEFA con el entrenador Angelos Anastasiadis. La reaparición del club a nivel europeo estuvo marcada por una victoria y calificación sobre el Arsenal Football Club. En 2001 ganaron la final de la Copa de Grecia derrotando al Olympiacos por 4-2. En 2003, volvieron a ganar la final de la Copa de Grecia, derrotando a Aris 1–0. El PAOK ganó dos copas de Grecia en tres años.

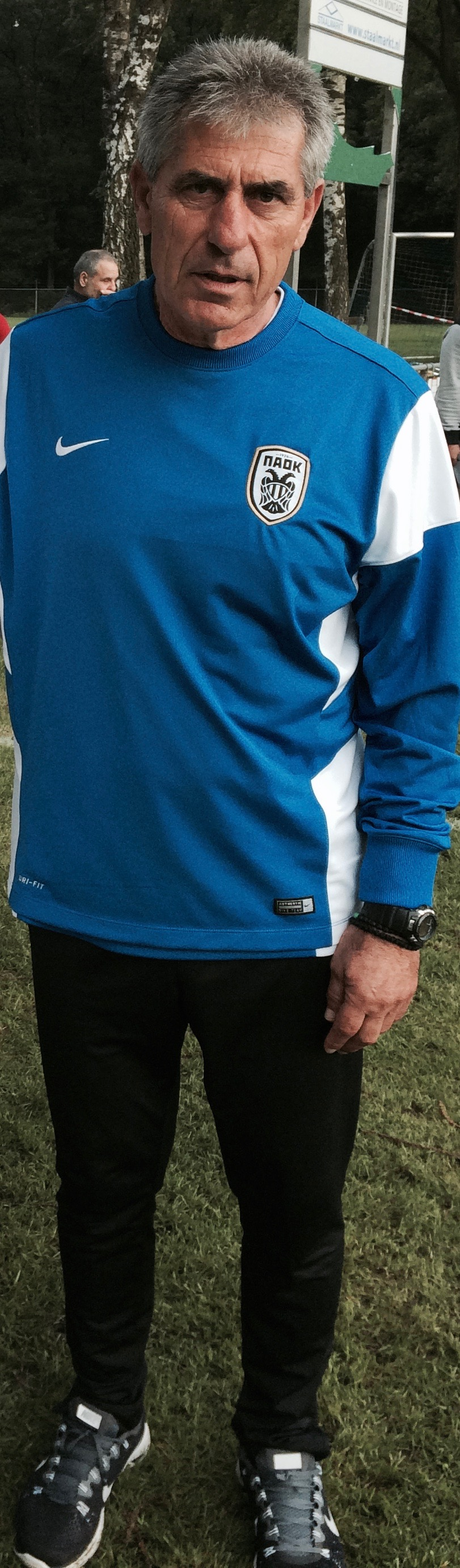
Angelos Anastasiadis dirigió al equipo cuando ganó la Copa de Grecia en 2002–03.

La temporada 2003-04 fue un éxito inesperado. Batatoudis ya no era el principal accionista, y bajo la administración de Anastasiadis, el PAOK logró terminar tercero en la liga y asegurar la participación en las rondas clasificatorias de la Liga de Campeones de la UEFA del año siguiente. El primer partido en Tumba terminó 2–1 ante Maccabi Tel Aviv, pero el PAOK fue sancionado con un resultado de 3-0 por utilizar a un jugador suspendido. El club utilizó a Liasos Loukas, un jugador chipriota que todavía estaba cumpliendo una sanción de dos partidos en competiciones de la UEFA (por su expulsión en un empate en la Copa Intertoto de la UEFA mientras jugaba para Nea Salamis el 8 de julio de 2000). Así pues, desafortunadamente el PAOK no logró clasificarse para la fase de grupos de la UEFA Champions League, debido a esta sanción.
Rolf Fringer fue nombrado nuevo entrenador en septiembre de 2004, reemplazando a Angelos Anastasiadis, pero después de algunos partidos con resultados negativos, Fringer fue reemplazado por Nikos Karageorgiou, quien llevó al club a un quinto puesto en mayo de 2005 y una clasificación posterior para la Copa de la UEFA 2005-06. 
A finales de mayo de 2006, comenzó a surgir una dramática situación del club, donde los jugadores declararon abiertamente que habían estado sin pagar durante meses, más una decisión impactante de la UEFA de prohibir que el club participe en la próxima Copa de la UEFA. A un paso de la ruina completa, los aficionados del PAOK se organizaron y llevaron a cabo una guerra total contra Giannis Goumenos, presidente del PAOK, durante el verano de 2006, llegando a ocupar las oficinas del club en el estadio de Tumba durante días. La situación empeoró para Goumenos, tras haber fracasado en las negociaciones con posibles inversionistas. Además, fue acusado de malversación, y también por su decisión de vender al jugador estrella Dimitris Salpingidis al Panathinaikos. 
El club nombró a Momčilo Vukotić como entrenador en octubre de 2006, en reemplazo de Dumitrescu, quien había renunciado anteriormente.

### Renacimiento
En el verano de 2007 Theodoros Zagorakis, que acababa de retirarse del fútbol, decidió asumir la presidencia del club en un esfuerzo por llevar al equipo lejos del estancamiento administrativo y económico en la que había llegado. Una de sus principales prioridades era la construcción del nuevo centro deportivo del grupo en el área de Nueva Midi en Tesalónica. El equipo contó con el liderazgo del técnico Fernando Santos. Durante la temporada 2007-2008 el PAOK tocó fondo y terminó noveno con 39 puntos en una de las peores temporadas de su historia.
No obstante, en la siguiente temporada, el PAOK adquirió jugadores con gran trayectoria en el mundo del fútbol como Sergio Conceiçao, Pablo García, Pablo Contreras, Vieirinha, Zlatan Muslimović, Vladan Ivic y Kostas Halkias que llevaron al equipo del noveno lugar al segundo en la Superliga Griega. En el año 2010 el PAOK perdió el campeonato en la penúltima jornada tras unos arbitraje de Spathas sospechoso y terminó 2º en la clasificación. Gracias a obtener el subcampeonato de la liga, aseguró su participación en la fase de clasificación de la UEFA Champions League, donde eliminó al Fenerbahçe turco en la primera ronda, para semanas más tarde ser eliminado por el AFC Ajax de los Países Bajos por diferencia de goles, con los resultados de 1-1 en la ida en Ámsterdam, y 3-3 en la vuelta en Tesalónica, haciendo en ambos partidos unas excelentes actuaciones.

### La era de Ivan Savvidis (2012–presente)[10]
El PAOK entró en la tercera ronda de clasificación de la Europa League 2012-13, y con una victoria de 0-2 y una victoria de 4-1 en casa sobre Bnei Yehuda, se clasificó para la ronda de los play-off, donde se enfrentó a Rapid Wien, pero fue eliminado después de perder 2-1 y 3–0, respectivamente. El PAOK terminó la temporada en segundo lugar en la liga griega, clasificándose para los playoffs de Superliga. Giorgos Donis fue reemplazado por el director técnico y exjugador Georgios Georgiadis, quien fue nombrado gerente interino. Esa temporada el PAOK logró clasificarse para la tercera ronda de clasificación de la UEFA Champions League en los playoffs.
En junio de 2013, el PAOK nombró al reputado técnico Huub Stevens como su nuevo entrenador, pero fue despedido en marzo de 2014 tras unos resultados desastrosos.
En 2014, el equipo llegó a la final de la Copa de Grecia 2013-14, pero perdió ante el Panathinaikos.
En 2015, el nuevo propietario del club, Ivan Savvidis, pagó todas las deudas del club al gobierno griego, una cantidad que ascendió a 10,886,811 €. En mayo, el PAOK contrató a Frank Arnesen como director técnico del club (director deportivo). El 18 de junio de 2015, Igor Tudor fue contratado como nuevo entrenador, firmando un contrato de tres años. Finalmente Tudor fue reemplazado en marzo de 2016 por el entrenador del equipo juvenil Vladimir Ivic. 
En mayo de 2017 el PAOK ganó su 5ª copa de Grecia, derrotando al AEK de Atenas en la final en el estadio Panthessaliko.
El 11 de marzo de 2018 el PAOK fue noticia en todo el mundo después de que durante un partido contra AEK, el presidente del equipo, Ivan Savvidis, irrumpiera en el campo tras un gol del PAOK mal anulado en la recta final del partido, que provocó que perdiera 3 puntos vitales para hacerse con el título. El PAOK fue castigado con una reducción de 3 puntos y la entrega del partido al AEK por 0-3, quien finalmente ganó la liga gracias a estos hechos. No obstante, el club aún logró terminar su temporada con una nota alta tras ganar su segunda Copa de Grecia consecutiva al vencer por 2-0 al mismo AEK de Atenas en la final de la Copa en el Estadio Olímpico de Atenas, con el partido arbitrado por el español, David Fernández Borbalán.

## Estadio

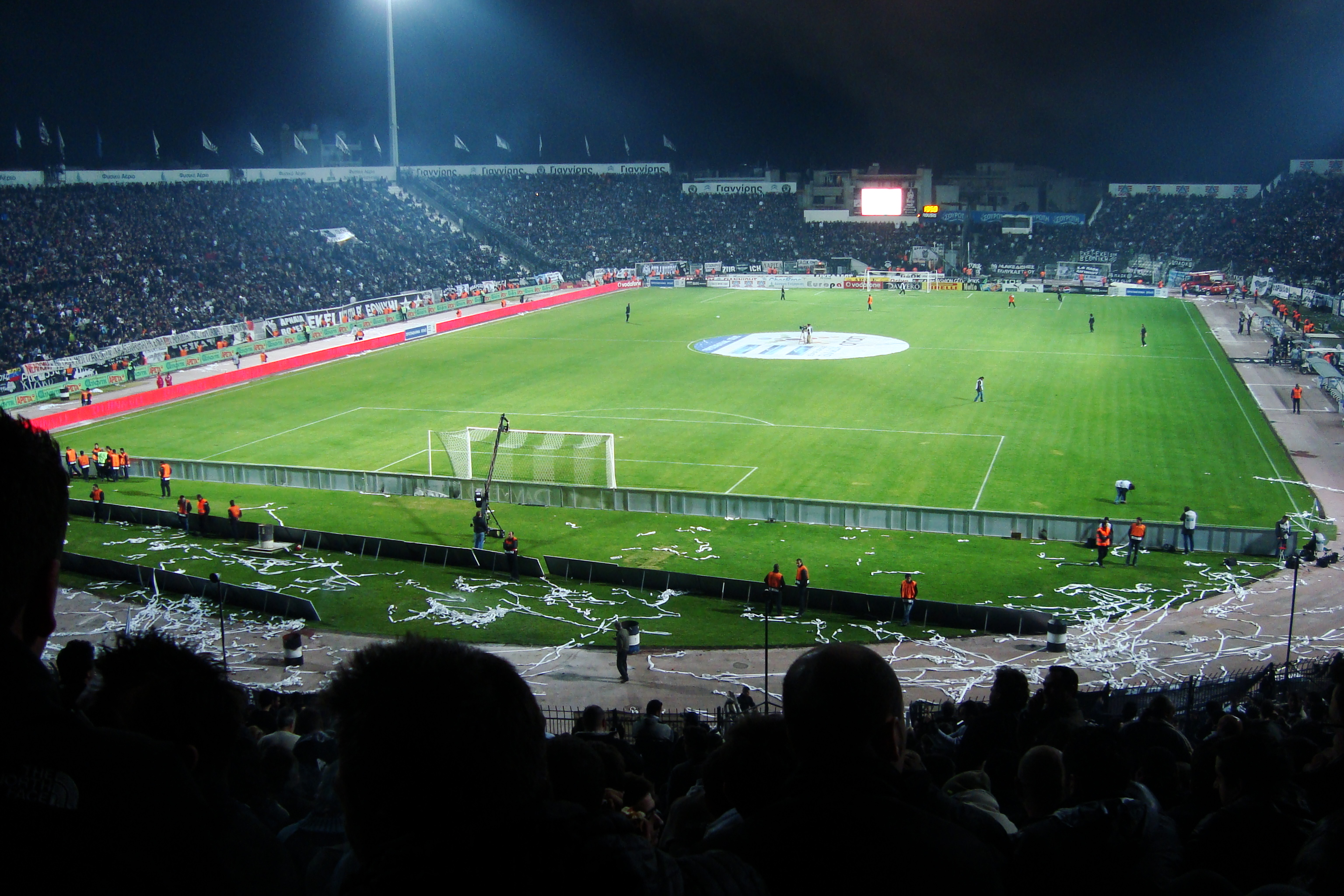
Interior del Estadio La Tumba.

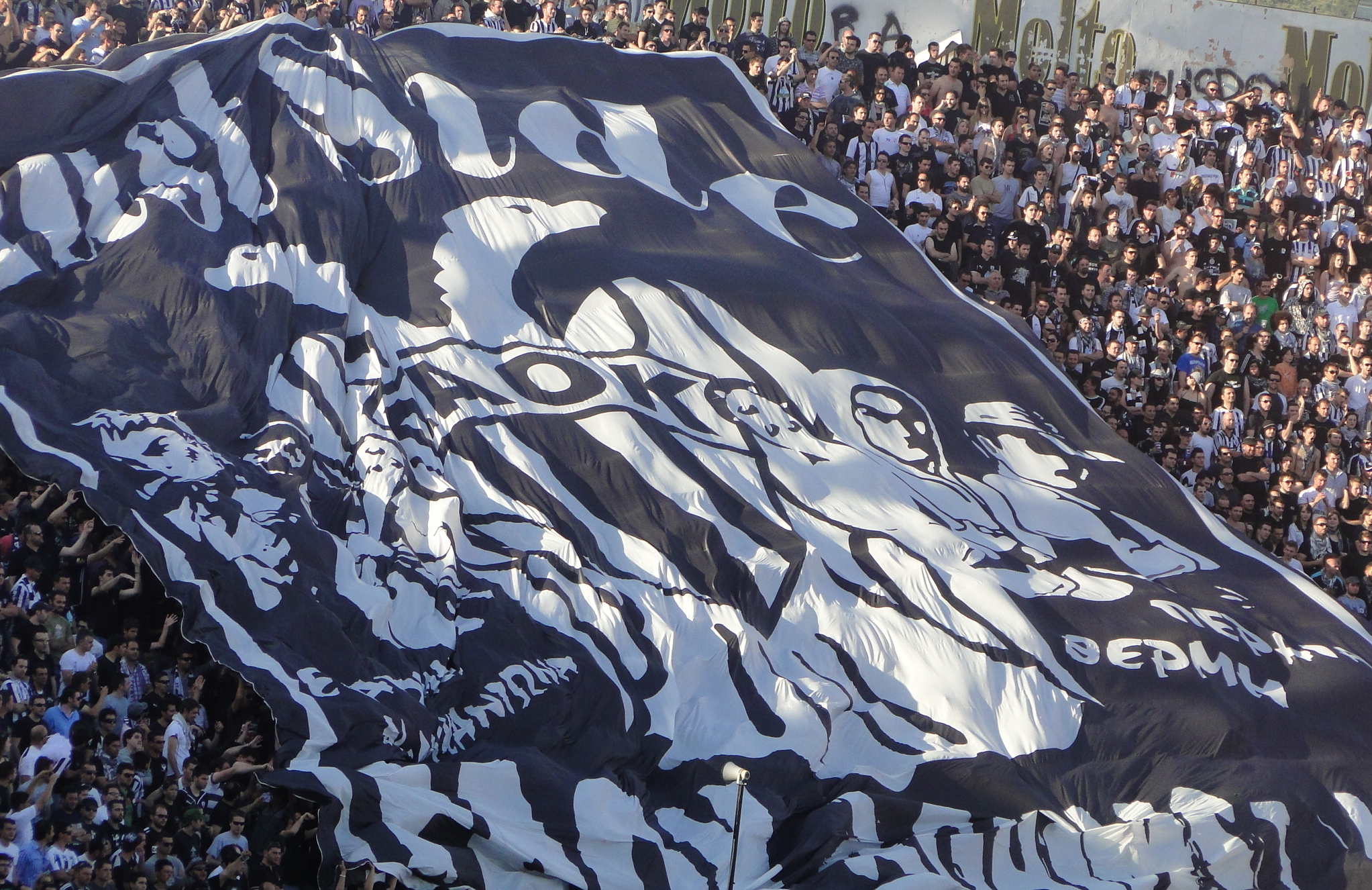
Aficionados del PAOK.

El equipo de fútbol disputa sus partidos en el "Estadio de Tumba" de Tesalónica, con capacidad para 29.000 espectadores y es uno de los más temidos de Europa.

## Rivalidades
Su principal rivalidad es con el Aris en el Derby de Tesalónica, conocida también como el Derby del Norte de Grecia. Mantiene una grande rivalidad con el Olympiakos, y menos intensos rivalidades con el Panathinaikos FC y el A.E.K. FC.
Con el A.E.K. disputa el «clásico de las águilas bicéfalas». Ambos clubes tienen como distintivo un águila bicéfala —reminiscencia del antiguo Imperio bizantino—, reflejo de sus comunes raíces y orígenes, al ser ambos clubes creados por refugiados griegos de Constantinopla que fueron expulsados tras la guerra greco-turca y asentarse unos en Atenas y otros en Tesalónica.

### Evolución del uniforme

#### Local
| 1925–26 | 1936–37 | 1975–76 | 1984–85 | 1990–91 |
| 1999-00 | 2000–03 | 2003–04 | 2004–05 | 2006–09 |
| 2010–11 | 2011–12 | 2012–13 | 2013–14 | 2014–15 |
| 2015–16 | 2016-17 | 2017-18 | 2018-19 | 2019-20 |
| 2020-21 | 2021-22 |         |         |         |

#### Visitante
| 1997–98 | 2000–01 | 2001–02 | 2002–03 | 2010–11 |
| 2011–12 | 2012–13 | 2013–14 | 2014-15 | 2015-16 |
| 2016-17 | 2017-18 | 2018-19 | 2019-20 | 2020-21 |
| 2021-22 |         |         |         |         |

#### Alternativo
| 2010–11 | 2011–12 | 2012–13 | 2013–14 | 2014–15 |
| 2015-16 | 2016-17 | 2017-18 | 2018-19 | 2019-20 |
| 2020-21 | 2021-22 |         |         |         |

## Clubes afiliados
- Panserraikos
- Anagennisi Giannitsa
- Anagennisi Epanomi
- Ethnikos Sidirokastro
- Odysseas Kordelio
- Aiginiakos

## Jugadores destacados
- Nikos Sotiriadis (1932–40)
- Lefteris Papadakis (1945–57)
- Christoforos Gientzis (1951–59)
- Labis Kouiroukidis (1952–60)
- Leandros Symeonidis (1954–69)
- Giorgos Koudas (1958–84)
- Koulis Apostolidis (1962-65 & 1971-79)
- Aristarxos Fountoukidis (1966–78)
- Filotas Pellios (1967–84)
- Dimitris Paridis (1968–77)
- Stavros Sarafis (1968–81)
- Christos Terzanidis (1969–77)
- Giannis Gounaris (1970–78)
- Kostas Iosifidis (1971–85)
- Achilleas Aslanidis (1973–76)
- Angelos Anastasiadis (1973–81)
- Panagiotis Kermanidis (1973–81)
- Giannis Damanakis (1976–85)
- Giorgos Kostikos (1978–86)
- Nikos Alavantas (1978–89)
- Vassilis Vasilakos (1979–87)
- Christos Dimopoulos (1980–85)
- Giorgos Skartados (1982–92)
- Nikos Karageorgiou (1986–91)
- Stefanos Borbokis (1986–94)
- Kostas Lagonidis (1987–95 & 1998–99)
- Michalis Leontiadis (1988–93)
- Giorgos Toursounidis (1988–99)
- Giorgos Mitsibonas (1989–92)
- Alexis Alexiou (1990–97)
- Thodoris Zagorakis (1993–98 & 2005–07)
- Panagiotis Katsouris (1996–98)
- Spiros Marangos (1996–98 & 1999–00)
- Zisis Vryzas (1996–00 & 2007–08)
- Kostas Frantzeskos (1997–00)
- Pantelis Kafes (1997–03)
- Tasos Katsabis (1998–02)
- Pantelis Konstantinidis (1998–02 & 2005–09)
- Dimitris Nalitzis (1999–01)
- Stelios Venetidis (1999–01)
- Nikos Frousos (1999–03)
- Georgios Georgiadis (1999–03 & 2007–08)
- Vassilis Borbokis (2000–02)
- Dimitris Markos (2002–05)
- Stelios Malezas (2003–12)
- Vassilis Lakis (2007–09)
- Armando Feutchine (2001–06)
- Magdy Tolba (1989–93)
- Hossam Hassan (1990–91)
- Ibrahim Hassan (1990–91)
- Abdel Sattar Sabry (1999)
- Shikabala (2004–06)
- Kofi Amponsah (2000–03)
- Ebenezer Hagan (2003–04)
- Ibrahima Bakayoko (2008–09)
- Joe Nagbe (1997–00)
- Nabil El Zhar (2010–11)
- Ifeanyi Udeze (2000–06 & 2007–08)
- Anis Boussaïdi (2010)
- Andrew Rabutla (1997–98)
- John Anastasiadis (1988–97)
- Ante Čović (1999–01)
- Milan Luhový (1993–95)
- Zoltán Kovács (1998)
- Sándor Torghelle (2006–07)
- Omari Tetradze (1999–01)
- Fatih Akyel (2005–06)
- Patricio Camps (2000)
- Neto Guerino (1974–83)
- Luciano de Souza (2001–02)
- Marcos António (2008–09)
- Pablo Contreras (2008–11)
- Adolfo Valencia (1999–00)
- Joe Bizera (2008–10)
- Pablo García (2008–13)
- Micky Quinn (1995–1996)
- Mike Small (1988–90)
- Paul Bannon (1987–88)
- Holger Trimhold (1982–84)
- Frans van Rooy (1994–95)
- Kjetil Osvold (1988–90)
- Leszek Pisz (1996)
- Mariusz Kukiełka (2002–03)
- Marcin Mięciel (2005–07)
- Mirosław Sznaucner (2007–12)
- Mirko Taccola (1998–00)
- Bruno Cirillo (2009–12)
- Tonči Gabrić (1991–93)
- Dario Krešić (2009–12)
- Mladen Furtula (1975–84)
- Rade Paprica (1984–86)
- Zlatan Muslimović (2008–11)
- Ivan Jurišić (1984–87)
- Milan Đurđević (1991–93)
- Božidar Bandović (1998-00)
- Slobodan Krčmarević (1999)
- Sladjan Spasić (2000–05)
- Ivica Iliev (2007–08)
- Vladimir Ivić (2008–12)
- Yiannakis Okkas (2000–03)
- Yiotis Engomitis (2000–06)
- Yiasoumis Yiasoumi (2001–07)
- Constantinos Charalambides (2006)
- Raymond Etienne (1928–34)
- Olivier Sorlin (2009–10)
- Daniel Fernandes (2003–08)
- Sérgio Conceição (2007–10)
- Vieirinha (2008–11) (2017-presente)
- Răzvan Raț (2014–15)
- Lucas Pérez (2013–15)

### Números retirados
- 12 - En honor a los aficionados del club. El último jugador en usarlo fue el liberiano Joe Nagbe el 28 de mayo de 2000
- 17 -  Panagiotis Katsouris, jugador que murió en 1998 en un accidente automovilístico.

### Jugadores que solo jugaron en PAOK de Salónica
- En esta lista se muestra a los jugadores que permanecieron en PAOK desde sus inicios hasta su retiro, sin dejar el club.

| Jugador                | Posición      | Debut                    | Retiro                |
| ---------------------- | ------------- | ------------------------ | --------------------- |
| Giorgos Koudas         | Mediocampista | 21 de diciembre de 1963  | 26 de febrero de 1984 |
| Stavros Sarafis        | Delantero     | 8 de octubre de 1967     | 7 de junio de 1981    |
| Konstantinos Iosifidis | Defensor      | 19 de septiembre de 1971 | 26 de junio de 1985   |

### Estadísticas de los jugadores

#### Presencias

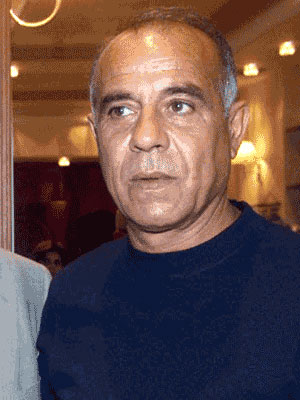
Giorgos Koudas, centrocampista ofensivo. Leyenda del PAOK que posee el récord de mayor apariciones y es el segundo goleador de todos los tiempos del club.

- Jugador con más partidos disputados en todas las competencias: Giorgos Koudas con 607 partidos.
- Jugador con más partidos disputados en la Liga de Grecia: Giorgos Koudas con 504 partidos.
- Jugador con más partidos disputados en la Copa de Grecia: Giorgos Koudas con 70 partidos.
- Jugador con más finales disputadas en la Copa de Grecia: Giorgos Koudas con 9 finales.
- Jugador con más partidos disputados en torneos internaciones: Dimitris Salpingidis con 60 partidos.
- Jugador más joven en debutar en el primer equipo: Apostolos Tsourelas con 16 años, 6 meses y 18 días.
- Jugador más viejo en disputar un partido profesional: Konstantinos Chalkias con 37 años, 11 mess y 17 días.
- Jugador con mayor cantidad de partidos de liga jugados consecutivamente: Nikolaos Michopoulos con 107 partidos.
- Jugador con mayor tiempo en el club: Giorgos Koudas con 20 años, 2 meses con 6 días.

#### Goleadores
- Mayor goleador en la historia del club en todas las competencias: Stavros Sarafis con 170 goles.
- Mayor goleador en la Liga de Grecia: Stavros Sarafis con 136 goles.
- Mayor goleador en la Copa de Grecia: Giorgos Koudas con 27 goles.
- Mayor goleador en torneos internacionales: Stefanos Athanasiadis con 20 goles.
- Mayor cantidad de goles anotados en una temporada: Aleksandar Prijović con 27 goles en la temporada 2017-18.
- Mayor cantidad de goles anotados en una temporada por la liga local: Aleksandar Prijović con 19 goles en la temporada 2017-18.

## Entrenadores
- Konstantinos Andreadis (1926-1931)
- Rudolf Gassner (1931-1932)
- Aristotelis Armaris (1932-1933)
- Nikos Sankionis (1933-1934)
- Sin entrenador (1934-1945)
- Charilaos Papadopoulos (1945-1946)
- Aristotelis Armaris (1946-1947)
- Nikos Avelakis (1947-1948)
- Kostas Deligiorgis (1948-1949)
- Nikos Pangalos (1949-1950)
- Wilhelm Sefzik (1950-1952)
- Nikos Pangalos (1952-1953)
- Ermao Hoffman (1955-1956)
- Niko Polti (1956-1957)
- Kleánthis Vikelídis (1957)
- Walter Pfeffer (1957)
- Kostas Zogas (1957-1958)
- Dionysis Minardos (1958-1959)
- Žarko Mihajlović (1959-1961)
- Karl Durspekt (1961-1963)
- György Babolchay (1963-1965)
- Mile Kos (1965-1966)
- Lefteris Papadakis (1966)
- Nikos Pangalos (1967-1968)
- Dimitris Kalogiannis (1968)
- Ivor Powell (1968)
- Janko Janevski (1968-1969)
- Jenő Csaknády (1969-1970)
- Ivan Horvat (1970–1971)
- Les Shannon (1971–1974)
- Gyula Lóránt (1974–1976)
- Branko Stanković (1976–1977)
- Billy Bingham (1977–1978)
- Dimitris Kalogiannis (1978)
- Lákis Petrópoulos (1978–1979)
- Egon Piechaczek (1979–1980)
- Gyula Lóránt (1980–1981)
- Aristos Fountoukidis (1981)
- Heinz Höher (1981–1983)
- Pál Csernai (1983–1984)
- Walter Skocik (1984–mar 1986)
- Thijs Libregts (1986–dic 1987)
- Rinus Israël (1988–ene 1989)
- Nikos Alefantos (ene–abr 1989)
- Rob Jacobs (may 1989–dic 1990)
- Chrístos Terzanídis (dic 1990-1991)
- Miroslav Blažević (sep 1991–mar 1992)
- Giánnis Goúnaris (mar–jun 1992)
- Ljupko Petrović (sep 1992–ene 1993)
- Oleg Blokhin (feb 1993–feb 1994)
- Stavros Sarafis (mar–abr 1994)
- Arie Haan (ago 1994–oct 1995)
- Stavros Sarafis (oct–nov 1995)
- Dragan Kokotović (nov 1995–feb 1996)
- Michalis Bellis (feb–may 1996)
- Gunder Bengtsson (may 1996–dic 1996)
- Chrístos Archontídis (dic 1996–feb 1997)
- Angelos Anastasiadis (feb 1997–may 1998)
- Oleg Blokhin (ago-sep 1998)
- Angelos Anastasiadis (sep 1998–feb 1999)
- Arie Haan (feb 1999–nov 1999)
- Dušan Bajević (ene 2000–may 2002)
- Angelos Anastasiadis (ago 2002–sep 2004)
- Rolf Fringer (sep 2004–feb 2005)
- Nikos Karageorgiou (feb–sep 2005)
- Giorgos Kostikos (sep 2005–feb 2006)
- Ilie Dumitrescu (feb–oct 2006)
- Momčilo Vukotić (oct 2006–ene 2007)
- Georgios Paraschos (ene–sep 2007)
- Fernando Santos (sep 2007–may 2010)
- Mario Beretta (2010)
- Pavlos Dermitzakis (jul 2010–oct.2010)
- Makis Chavos (oct 2010–may 2011)
- László Bölöni (jun 2011–jun 2012)
- Giorgos Donis (jun 2012–abr 2013)
- Giorgos Georgiadis (abr–jul 2013)
- Huub Stevens (jul 2013–mar 2014)
- Giorgos Georgiadis (mar 2014–2014)
- Angelos Anastasiadis (2014-mar.2015)
- Giorgos Georgiadis (mar.2015-2015)
- Igor Tudor (jul 2015–mar 2016)
- Vladimir Ivić (mar 2016–jun 2017)
- Aleksandar Stanojević (jun–ago 2017)
- Răzvan Lucescu (ago 2017–jun 2019)
- Abel Ferreira (jul 2019–oct 2020)
- Pablo García (oct 2020–may 2021)
- Răzvan Lucescu (may 2021–)

## Palmarés

### Torneos nacionales (12)
| Competiciones Nacionales   | Títulos                                                                 | Subcampeonatos                                                                                              |
| -------------------------- | ----------------------------------------------------------------------- | --- |
| Superliga de Grecia (4/10) | 1975-76, 1984-85, 2018-19, 2023-24.                                     | 1936–37, 1939–40, 1972–73, 1977–78, 2009–10, 2012-13, 2015-16, 2017-18, 2019-20, 2020-21.                   |
| Copa de Grecia (8/13)      | 1971–72, 1973–74, 2000–01, 2002–03, 2016-17, 2017-18, 2018-19, 2020-21. | 1938–39, 1950–51, 1954–55, 1969–70, 1970–71, 1972–73, 1976–77, 1977–78, 1980–81, 1982–83, 1984–85, 1991–92. |
| Copa Greco-Chipriota (1/0) | 1973.                                                                   | |

### Torneos amistosos
- Trofeo Ciutat de Lleida (1): 1999

## Participación en competiciones de la UEFA

### Resultados
| Competicion UEFA | Competicion UEFA                   | Competicion UEFA | Competicion UEFA          | Competicion UEFA | Competicion UEFA | Competicion UEFA |
| Temporada        | Torneo                             | Ronda            | Club                      | Local            | Visitante        |                  |
| ---------------- | ---------------------------------- | ---------------- | ------------------------- | ---------------- | ---------------- | ---------------- |
| 1965–66          | Copa de Ferias                     | 1                | Wiener SC                 | 2–1              | 0–6              |                  |
| 1967–68          | Copa de Ferias                     | 1                | RFC Lieja                 | 0–2              | 2–3              |                  |
| 1970–71          | Copa de Ferias                     | 1                | Dinamo Bucureşti          | 1–0              | 0–5              |                  |
| 1972–73          | Recopa de Europa                   | 1                | Rapid Wien                | 2–2 (v.)         | 0–0              |                  |
| 1973–74          | Recopa de Europa                   | 1                | Legia Warszawa            | 1–0              | 1–1              |                  |
| 1973–74          | Recopa de Europa                   | 2                | Olympique de Lyon         | 4–0              | 3–3              |                  |
| 1973–74          | Recopa de Europa                   | Cuartos de final | Milan                     | 2–2              | 0–3              |                  |
| 1974–75          | Recopa de Europa                   | 1                | Estrella Roja de Belgrado | 1–0              | 0–2 (pró.)       |                  |
| 1975–76          | Copa de la UEFA                    | 1                | Barcelona                 | 1–0              | 1–6              |                  |
| 1976–77          | Copa de Europa                     | 1                | Omonia                    | 1–1              | 2–0              |                  |
| 1976–77          | Copa de Europa                     | 2                | Dinamo de Kiev            | 0–2              | 0–4              |                  |
| 1977–78          | Recopa de Europa                   | 1                | Zagłębie Sosnowiec        | 2–0              | 2–0              |                  |
| 1977–78          | Recopa de Europa                   | 2                | Vejle                     | 2–1              | 0–3              |                  |
| 1978–79          | Recopa de Europa                   | 1                | Servette                  | 2–0              | 0–4              |                  |
| 1981–82          | Recopa de Europa                   | 1                | Eintracht Frankfurt       | 2–0 (4:5 p.)     | 0–2              |                  |
| 1982–83          | Copa de la UEFA                    | 1                | Sochaux                   | 1–0              | 1–2 (pró.–v.)    |                  |
| 1982–83          | Copa de la UEFA                    | 2                | Sevilla                   | 2–0              | 0–4              |                  |
| 1983–84          | Copa de la UEFA                    | 1                | Lokomotiv Plovdiv         | 3–1              | 2–1              |                  |
| 1983–84          | Copa de la UEFA                    | 2                | Bayern Múnich             | 0–0              | 0–0 (8:9 p.)     |                  |
| 1985–86          | Copa de Europa                     | 1                | Hellas Verona             | 1–2              | 1–3              |                  |
| 1988–89          | Copa de la UEFA                    | 1                | Napoli                    | 1–1              | 0–1              |                  |
| 1990–91          | Copa de la UEFA                    | 1                | Sevilla                   | 0–0 (3:4 p.)     | 0–0              |                  |
| 1991–92          | Copa de la UEFA                    | 1                | Mechelen                  | 1–1              | 1–0              |                  |
| 1991–92          | Copa de la UEFA                    | 2                | Swarovski Tirol           | 0–2              | 0–2              |                  |
| 1992–93          | Copa de la UEFA                    | 1                | París Saint-Germain       | 0–31             | 0–2              |                  |
| 1997–98          | Copa de la UEFA                    | Clasificatoria 2 | Spartak Trnava            | 5–3              | 1–0              |                  |
| 1997–98          | Copa de la UEFA                    | 1                | Arsenal                   | 1–0              | 1–1              |                  |
| 1997–98          | Copa de la UEFA                    | 2                | Atlético de Madrid        | 4–4              | 2–5              |                  |
| 1998–99          | Copa de la UEFA                    | Clasificatoria 2 | Rangers                   | 0–0              | 0–2              |                  |
| 1999–00          | Copa de la UEFA                    | 1                | Lokomotivi Tbilisi        | 2–0              | 7–0              |                  |
| 1999–00          | Copa de la UEFA                    | 2                | Benfica                   | 1–2              | 2–1 (1:4 p.)     |                  |
| 2000–01          | Copa de la UEFA                    | 1                | Beitar Jerusalem          | 3–1              | 3–3              |                  |
| 2000–01          | Copa de la UEFA                    | 2                | Udinese                   | 3–0 (pró.)       | 0–1              |                  |
| 2000–01          | Copa de la UEFA                    | 3                | PSV Eindhoven             | 0–1              | 0–3              |                  |
| 2001–02          | Copa de la UEFA                    | 1                | Kärnten                   | 4–0              | 0–0              |                  |
| 2001–02          | Copa de la UEFA                    | 2                | Příbram                   | 6–1              | 2–2              |                  |
| 2001–02          | Copa de la UEFA                    | 3                | PSV Eindhoven             | 3–2              | 1–4              |                  |
| 2002–03          | Copa de la UEFA                    | 1                | Leixões                   | 4–1              | 1–2              |                  |
| 2002–03          | Copa de la UEFA                    | 2                | Grasshopper               | 2–1              | 1–1              |                  |
| 2002–03          | Copa de la UEFA                    | 3                | Slavia Praga              | 1–0              | 0–4              |                  |
| 2003–04          | Copa de la UEFA                    | 1                | Lyn Oslo                  | 0–1              | 3–0              |                  |
| 2003–04          | Copa de la UEFA                    | 2                | Debreceni                 | 1–1 (v.)         | 0–0              |                  |
| 2004–05          | Liga de Campeones de la UEFA       | Clasificatoria 3 | Maccabi Tel Aviv          | 0–32             | 0–1              |                  |
| 2004–05          | UEFA Cup                           | 1                | AZ Alkmaar                | 2–3              | 1–2              |                  |
| 2005–06          | Copa de la UEFA                    | 1                | Metalurh Donetsk          | 1–1              | 2–2 (v.)         |                  |
| 2005–06          | Copa de la UEFA                    | Grupo G          | Shakhtar Donetsk          |                  | 0–1              |                  |
| 2005–06          | Copa de la UEFA                    | Grupo G          | VfB Stuttgart             | 1–2              |                  |                  |
| 2005–06          | Copa de la UEFA                    | Grupo G          | Rapid Bucureşti           |                  | 0–1              |                  |
| 2005–06          | Copa de la UEFA                    | Grupo G          | Stade Rennes              | 5–1              |                  |                  |
| 2009–10          | Liga Europa de la UEFA             | Clasificatoria 3 | Vålerenga                 | 0–1              | 2–1 (v.)         |                  |
| 2009–10          | Liga Europa de la UEFA             | Play–Off         | Heerenveen                | 1–1 (v.)         | 0–0              |                  |
| 2010–11          | Liga de Campeones de la UEFA       | Clasificatoria 3 | Ajax Ámsterdam            | 3–3 (v.)         | 1–1              |                  |
| 2010–11          | Liga Europa de la UEFA             | Play–Off         | Fenerbahçe                | 1–0              | 1–1 (pró.)       |                  |
| 2010–11          | Liga Europa de la UEFA             | Grupo D          | Brujas                    | 1–1              | 1–1              |                  |
| 2010–11          | Liga Europa de la UEFA             | Grupo D          | Dinamo Zagreb             | 1–0              | 1–0              |                  |
| 2010–11          | Liga Europa de la UEFA             | Grupo D          | Villarreal                | 1–0              | 0–1              |                  |
| 2010–11          | Liga Europa de la UEFA             | 1/16             | CSKA Moscú                | 0–1              | 1–1              |                  |
| 2011–12          | Liga Europa de la UEFA             | Clasificatoria 3 | Vålerenga                 | 3–0              | 2–0              |                  |
| 2011–12          | Liga Europa de la UEFA             | Play–Off         | Karpaty Lviv              | 2–0              | 1–1              |                  |
| 2011–12          | Liga Europa de la UEFA             | Grupo A          | Tottenham Hotspur         | 0–0              | 2–1              |                  |
| 2011–12          | Liga Europa de la UEFA             | Grupo A          | Rubin Kazan               | 1–1              | 2–2              |                  |
| 2011–12          | Liga Europa de la UEFA             | Grupo A          | Shamrock Rovers           | 2–1              | 3–1              |                  |
| 2011–12          | Liga Europa de la UEFA             | 1/16             | Udinese                   | 0–3              | 0–0              |                  |
| 2012–13          | Liga Europa de la UEFA             | Clasificatoria 3 | Bnei Yehuda               | 4–1              | 2–0              |                  |
| 2012–13          | Liga Europa de la UEFA             | Play–Off         | Rapid Viena               | 2–1              | 0–3              |                  |
| 2013-14          | Liga de Campeones de la UEFA       | Clasificatoria 3 | Metallist Járkov          | 1-1              | 2–0              |                  |
| 2013-14          | Liga de Campeones de la UEFA       | Play–Off         | Schalke 04                | 2-3              | 1–1              |                  |
| 2013-14          | Liga Europa de la UEFA             | Grupo L          | Shakhter Karagandy        | 2-1              | 2–0              |                  |
| 2013-14          | Liga Europa de la UEFA             | Grupo L          | AZ Alkmaar                | 2-2              | 1-1              |                  |
| 2013-14          | Liga Europa de la UEFA             | Grupo L          | Maccabi Haifa             | 3-2              | 0-0              |                  |
| 2013-14          | Liga Europa de la UEFA             | 1/16             | Benfica                   | 0–1              | 0–3              |                  |
| 2014-15          | Liga Europa de la UEFA             | Play-Off         | Zimbru                    | 4-0              | 0-1              |                  |
| 2014-15          | Liga Europa de la UEFA             | Grupo K          | Dinamo Minsk              | 6-1              | 2–0              |                  |
| 2014-15          | Liga Europa de la UEFA             | Grupo K          | Guingamp                  | 1-2              | 0-2              |                  |
| 2014-15          | Liga Europa de la UEFA             | Grupo K          | Fiorentina                | 0-1              | 1-1              |                  |
| 2015-16          | Liga Europa de la UEFA             | Clasificatoria 2 | Lokomotiva Zagreb         | 6-0              | 1-2              |                  |
| 2015-16          | Liga Europa de la UEFA             | Clasificatoria 3 | Spartak Trnava            | 1-0              | 1-1              |                  |
| 2015-16          | Liga Europa de la UEFA             | Play-Off         | Brondby                   | 5-0              | 1-1              |                  |
| 2015-16          | Liga Europa de la UEFA             | Grupo C          | Gabala                    | 0-0              | 0–0              |                  |
| 2015-16          | Liga Europa de la UEFA             | Grupo C          | Borussia Dortmund         | 1-1              | 1-0              |                  |
| 2015-16          | Liga Europa de la UEFA             | Grupo C          | Krasnodar                 | 0-0              | 1-2              |                  |
| 2016-17          | Liga de Campeones de la UEFA       | Clasificatoria 3 | Ajax Ámsterdam            | 1-2              | 1–1              |                  |
| 2016-17          | Liga Europa de la UEFA             | Play-Off         | Dinamo Tbilisi            | 2-0              | 3–0              |                  |
| 2016-17          | Liga Europa de la UEFA             | Grupo J          | Fiorentina                | 0-0              | 3-2              |                  |
| 2016-17          | Liga Europa de la UEFA             | Grupo J          | Slovan Liberec            | 2-0              | 2-1              |                  |
| 2016-17          | Liga Europa de la UEFA             | Grupo J          | Qarabag                   | 0-1              | 0-2              |                  |
| 2016-17          | Liga Europa de la UEFA             | 1/16             | Schalke 04                | 0–3              | 1-1              |                  |
| 2017-18          | Liga Europa de la UEFA             | Clasificatoria 3 | Olimpik Donetsk           | 2-0              | 1-1              |                  |
| 2017-18          | Liga Europa de la UEFA             | Play–Off         | Östersund                 | 3-1              | 0-2 (v.)         |                  |
| 2018-19          | Liga de Campeones de la UEFA       | Clasificatoria 2 | Basel                     | 2-1              | 3–0              |                  |
| 2018-19          | Liga de Campeones de la UEFA       | Clasificatoria 3 | Spartak Moscú             | 3-2              | 0–0              |                  |
| 2018-19          | Liga de Campeones de la UEFA       | Play–Off         | Benfica                   | 1-4              | 1–1              |                  |
| 2018-19          | Liga Europa de la UEFA             | Grupo L          | Chelsea                   | 0-1              | 0-4              |                  |
| 2018-19          | Liga Europa de la UEFA             | Grupo L          | BATE Borisov              | 1-3              | 4-1              |                  |
| 2018-19          | Liga Europa de la UEFA             | Grupo L          | MOL Fehérvár              | 0-2              | 0-1              |                  |
| 2019/20          | Liga de Campeones de la UEFA       | Clasificatoria 3 | Ajax Ámsterdam            | 2-2              | 2-3              |                  |
| 2019/20          | Liga Europa de la UEFA             | Play-Off         | Slovan Bratislava         | 3-2              | 0-1 (v.)         |                  |
| 2020-21          | Liga de Campeones de la UEFA       | Clasificatoria 2 | Besiktas                  | 3-1              | x                |                  |
| 2020-21          | Liga de Campeones de la UEFA       | Clasificatoria 3 | Benfica                   | 2-1              | x                |                  |
| 2020-21          | Liga de Campeones de la UEFA       | Play–Off         | Krasnodar                 | 1-2              | 1–2              |                  |
| 2020-21          | UEFA Europa League                 | Grupo E          | Granada                   | 0-0              | 0-0              |                  |
| 2020-21          | UEFA Europa League                 | Grupo E          | Omonia                    | 1-1              | 1-2              |                  |
| 2020-21          | UEFA Europa League                 | Grupo E          | PSV                       | 1-4              | 2-3              |                  |
| 2021–22          | Liga Europa Conferencia de la UEFA | Clasificatoria 3 | Bohemians                 | 2-0              | 1-2              |                  |
| 2021–22          | Liga Europa Conferencia de la UEFA | Play–Off         | Rijeka                    | 2–0              | 1–1              |                  |
| 2021–22          | Liga Europa Conferencia de la UEFA | Grupo F          | Lincoln Red Imps          | 2–0              | 2–0              |                  |
| 2021–22          | Liga Europa Conferencia de la UEFA | Grupo F          | Slovan Bratislava         | 1–1              | 0-0              |                  |
| 2021–22          | Liga Europa Conferencia de la UEFA | Grupo F          | Copenhague                | 2–1              | 1-2              |                  |
| 2021–22          | Liga Europa Conferencia de la UEFA | Eliminación      | Midtjylland               | 2–1              | 0-1 (5-3 p)      |                  |
| 2021–22          | Liga Europa Conferencia de la UEFA | 1/8              | Gent                      | 1-0              | 2-1              |                  |
| 2021–22          | Liga Europa Conferencia de la UEFA | 1/4              | Olympique Marseille       | 0-1              | 1-2              |                  |
| 2022-23          | Liga Europa Conferencia de la UEFA | 2                | Levski                    | 1-1              | 0-2              |                  |
| 2023-24          | Liga Europa Conferencia de la UEFA | 2                | Beitar Jerusalem          | 0-0              | 4-1              |                  |
| 2023-24          | Liga Europa Conferencia de la UEFA | 3                | Hajduk Split              | 3-0              | 0-0              |                  |
| 2023-24          | Liga Europa Conferencia de la UEFA | Play-off         | Heart                     | 4-0              | 2-1              |                  |
| 2023-24          | Liga Europa Conferencia de la UEFA | Grupo G          | HJK                       | 4-2              | 3-2              |                  |
| 2023-24          | Liga Europa Conferencia de la UEFA | Grupo G          | Eintracht Frankfurt       | 2-1              | 2-1              |                  |
| 2023-24          | Liga Europa Conferencia de la UEFA | Grupo G          | Aberdeen                  | 2-2              | 3-2              |                  |
| 2023-24          | Liga Europa Conferencia de la UEFA | 1/8              | Dinamo Zagreb             | 5-1              | 0-2              |                  |
| 2023-24          | Liga Europa Conferencia de la UEFA | 1/4              | Club Brugge               | 0-2              | 0-1              |                  |
| 2024-25          | Liga de Campeones de la UEFA       | 2                | Borac Banja Luka          | 3-2              | 1-2              |                  |
| 2024-25          | Liga de Campeones de la UEFA       | 3                | Malmö FF                  | 3-4              | 2-2              |                  |
| 2024-25          | Liga Europa de la UEFA             | Play-off         | Shamrock Rovers           | 4-0              | 2-0              |                  |
| 2024-25          | Liga Europa de la UEFA             | Fase Liga        | Galatasaray               |                  | 1-3              |                  |
| 2024-25          | Liga Europa de la UEFA             | Fase Liga        | Steaua Bucarest           | 0-1              |                  |                  |
| 2024-25          | Liga Europa de la UEFA             | Fase Liga        | Viktoria Plzen            | 2-2              |                  |                  |
| 2024-25          | Liga Europa de la UEFA             | Fase Liga        | Manchester United         |                  |                  |                  |
| 2024-25          | Liga Europa de la UEFA             | Fase Liga        | FK RFS                    |                  |                  |                  |
| 2024-25          | Liga Europa de la UEFA             | Fase Liga        | Ferencvaros               |                  |                  |                  |
| 2024-25          | Liga Europa de la UEFA             | Fase Liga        | Slavia Praga              |                  |                  |                  |
| 2024-25          | Liga Europa de la UEFA             | Fase Liga        | Real Sociedad             |                  |                  |                  |

1: Partido suspendido por invasión al terreno de juego. Al Paris Saint-Germain se le concedió la victoria con marcador de 3–0.

2: El primer partido terminó con triunfo del PAOK 2–1, pero se le concedió la victoria al Maccabi Tel-Aviv con marcador de 3–0 porque el PAOK alineó a un jugador suspendido.

### Por competición
| Competición                         | Temp. | PJ  | PG | PE | PP | GF  | GC  | Dif. | Puntos | mejor posición |
| ----------------------------------- | ----- | --- | -- | -- | -- | --- | --- | ---- | ------ | -------------- |
| Liga de Campeones de la UEFA        | 9     | 28  | 6  | 9  | 13 | 36  | 49  | -13  | 27     | –              |
| Liga Europa de la UEFA              | 28    | 148 | 56 | 44 | 48 | 204 | 171 | +33  | 212    | –              |
| Recopa de Europa de la UEFA         | 6     | 18  | 8  | 5  | 5  | 24  | 23  | +1   | 29     | –              |
| Copa de Ferias (No oficial)         | 3     | 6   | 2  | 0  | 4  | 5   | 17  | -12  | 6      | –              |
| Total                               | 46    | 200 | 72 | 58 | 70 | 269 | 260 | +9   | 274    | 0 títulos      |
| Actualizado a la Temporada 2021-22. |       |     |    |    |    |     |     |      |        |                |

### Estadísticas individuales en competiciones de la UEFA
| Pos | Jugador              | Apariciones |
| --- | -------------------- | ----------- |
| 1   | Dimitris Salpingidis | 41          |
| 2   | Giorgos Koudas       | 32          |
| 3   | Kostas Iosifidis     | 28          |
| 3   | Ifeanyi Udeze        | 28          |
| 5   | Pablo García         | 25          |
| 6   | Lino                 | 24          |
| 7   | Vieirinha            | 23          |
| 7   | Georgios Fotakis     | 23          |
| 7   | Bruno Cirillo        | 23          |

| Pos | Jugador                 | Apariciones |
| --- | ----------------------- | ----------- |
| 1   | Dimitris Salpingidis    | 12          |
| 2   | Yiasoumis Yiasoumi      | 9           |
| 3   | Stavros Sarafis         | 8           |
| 3   | Vieirinha               | 8           |
| 3   | Stefanos Athanasiadis   | 8           |
| 6   | Kostas Frantzeskos      | 6           |
| 7   | Spiros Marangos         | 5           |
| 7   | Pantelis Konstantinidis | 5           |
| 7   | Christos Dimopoulos     | 5           |

Fuente:

### Otras estadísticas
- Apariciones en la UEFA Champions League: 7
- Apariciones en la UEFA Cup Winners' Cup: 6
- Apariciones en la UEFA Europa League: 27
- Mayor victoria en competiciones de la UEFA: 16 de septiembre de 1999,  FC Lokomotivi Tbilisi 0–7 PAOK
- Peor derrota en competiciones de la UEFA: 29 de septiembre de 1965,  Wiener SC 6–0 PAOK
- Más apariciones en competiciones de la UEFA:  Dimitris Salpingidis (60)
- Más goles en competiciones de la UEFA:  Stefanos Athanasiadis (20)

Fuente: